# أوغوستا لي
أوغوستا لي (بالإنجليزية: Augusta Leigh)‏ (26 يناير 1783 في المملكة المتحدة - 12 أكتوبر 1851، كامبريدجشير في المملكة المتحدة)؛ كاتِبة وشاعرة بريطانية.